# Evacetrapib
Evacetrapib là một loại thuốc đang được phát triển bởi Eli Lilly & Company (tên điều tra LY2484595) có tác dụng ức chế protein chuyển cholesterylester (chất ức chế CETP). CETP thu thập triglyceride từ các lipoprotein mật độ rất thấp (VLDL) hoặc lipoprotein mật độ thấp (LDL) và trao đổi chúng với các este cholesteryl từ lipoprotein mật độ cao (HDL), và ngược lại, nhưng chủ yếu là tăng lipoprotein mật độ cao và HD lipoprotein mật độ. Người ta cho rằng điều chỉnh nồng độ lipoprotein làm thay đổi nguy cơ mắc bệnh tim mạch. Chất ức chế CETP đầu tiên, torcetrapib, đã không thành công vì nó làm tăng nồng độ hormone aldosterone và tăng huyết áp, dẫn đến các sự kiện tim dư thừa khi nghiên cứu. Evacetrapib không có tác dụng tương tự. Khi được nghiên cứu trong một thử nghiệm lâm sàng nhỏ ở những người có LDL và HDL thấp, những cải thiện đáng kể đã được ghi nhận trong hồ sơ lipid của họ.
Đánh giá Evacetrapib để điều trị bệnh mạch máu có nguy cơ cao đã bị ngưng do thiếu hiệu quả, như đã xảy ra trong quá khứ với hai chất ức chế CETP khác (torcetrapib và dalcetrapib ) do tử vong tăng và ít có lợi cho tim mạch tăng HDL). Một số giả thuyết cho rằng các chất ức chế CETP vẫn có thể hữu ích trong điều trị rối loạn lipid máu, mặc dù cần thận trọng. Anacetrapib là chất ức chế CETP thứ tư đang được thử vì lợi ích tim mạch 

## Thử nghiệm

### ACCELERATE
Trong một nghiên cứu năm 2014 ở 165 bệnh nhân Nhật Bản Evacetrapib đã giảm hoạt động CETP một mình hoặc kết hợp với atorvastatin.
Các thử nghiệm giai đoạn III đang chạy với dự kiến hoàn thành vào năm 2016. ACCELERATE đã nghiên cứu evacetrapib ở những người tham gia mắc bệnh mạch máu có nguy cơ cao (nhồi máu cơ tim trước đó, đột quỵ hoặc bệnh mạch máu ngoại biên hoặc một số yếu tố nguy cơ tim mạch). Một phân tích tạm thời được thực hiện vào ngày 7 tháng 10 đã khiến Ủy ban giám sát dữ liệu ủng hộ khuyến nghị dừng nghiên cứu vì tổng số bằng chứng cho thấy evacetrapib khó có thể vượt trội hơn giả dược. ACCENTUATE đang nghiên cứu những bệnh nhân bị tăng lipid máu hoặc tiểu đường.
Vào ngày 3 tháng 4 năm 2016 tại Đại học Tim mạch Hoa Kỳ, lần đầu tiên nhìn thấy dữ liệu về thử nghiệm ACCELERATE  của Eli Lilly về Evacetrapib liên quan đến 12.000 bệnh nhân. Họ đã "choáng váng" vì kết quả cho thấy không có lợi ích gì khi dùng evacetrapib Hồi 434 người tham gia đã dùng Evacetrapib chết vì "bệnh tim mạch, chẳng hạn như đau tim hoặc đột quỵ" và 444 người tham gia dùng giả dược đã chết. Thử nghiệm ACCELERATE do Tiến sĩ Stephen J. Nicholls đứng đầu đã quan sát,